# Macandrewia clavatella
Macandrewia clavatella är en svampdjursart som först beskrevs av Schmidt 1870.  Macandrewia clavatella ingår i släktet Macandrewia och familjen Macandrewiidae. Inga underarter finns listade i Catalogue of Life.